# Lachemilla paludicola
Lachemilla paludicola là loài thực vật có hoa trong họ Hoa hồng. Loài này được (Rothm.) Rothm. mô tả khoa học đầu tiên năm 1937.